# Svenljunga-Ullasjö församling
Svenljunga-Ullasjö församling var en församling i Göteborgs stift och i Svenljunga kommun. Församlingen uppgick 2006 i Svenljungabygdens församling.

## Administrativ historik
Församlingen bildades 1992 genom sammanslagning av Svenljunga och Ullasjö församlingar. Församlingen var till 2006 moderförsamling i pastoratet Svenljunga-Ullasjö, Örsås, Revesjö och Redslared. Församlingen uppgick 2006 i Svenljungabygdens församling.

## Kyrkor
- Svenljunga kyrka